# Niederlauterbach
Niederlauterbach est une commune française située dans la circonscription administrative du Bas-Rhin, en région Grand Est. Cette commune se trouve dans la région historique et culturelle d'Alsace et depuis le 1er janvier 2021, elle est incluse dans le territoire de la collectivité européenne d'Alsace. En 2022, elle compte 941 habitants.
Ses habitants sont les Niederlauterbachois.

## Géographie
|                | Wörth am Rhein ( Allemagne) |                            |
| Salmbach       | Niederlauterbach            | Scheibenhard               |
| Oberlauterbach | Wintzenbach                 | Neewiller-près-Lauterbourg |

### Hydrographie
La commune est dans le bassin versant du Rhin au sein du bassin Rhin-Meuse. Elle est drainée par la Lauter, le ruisseau le Landbach et le ruisseau le Grossgraben,.
La Lauter, d'une longueur de 39 km, prend sa source dans la commune de Wissembourg et se jette dans le Rhin en rive gauche en Allemagne, peu après Lauterbourg.

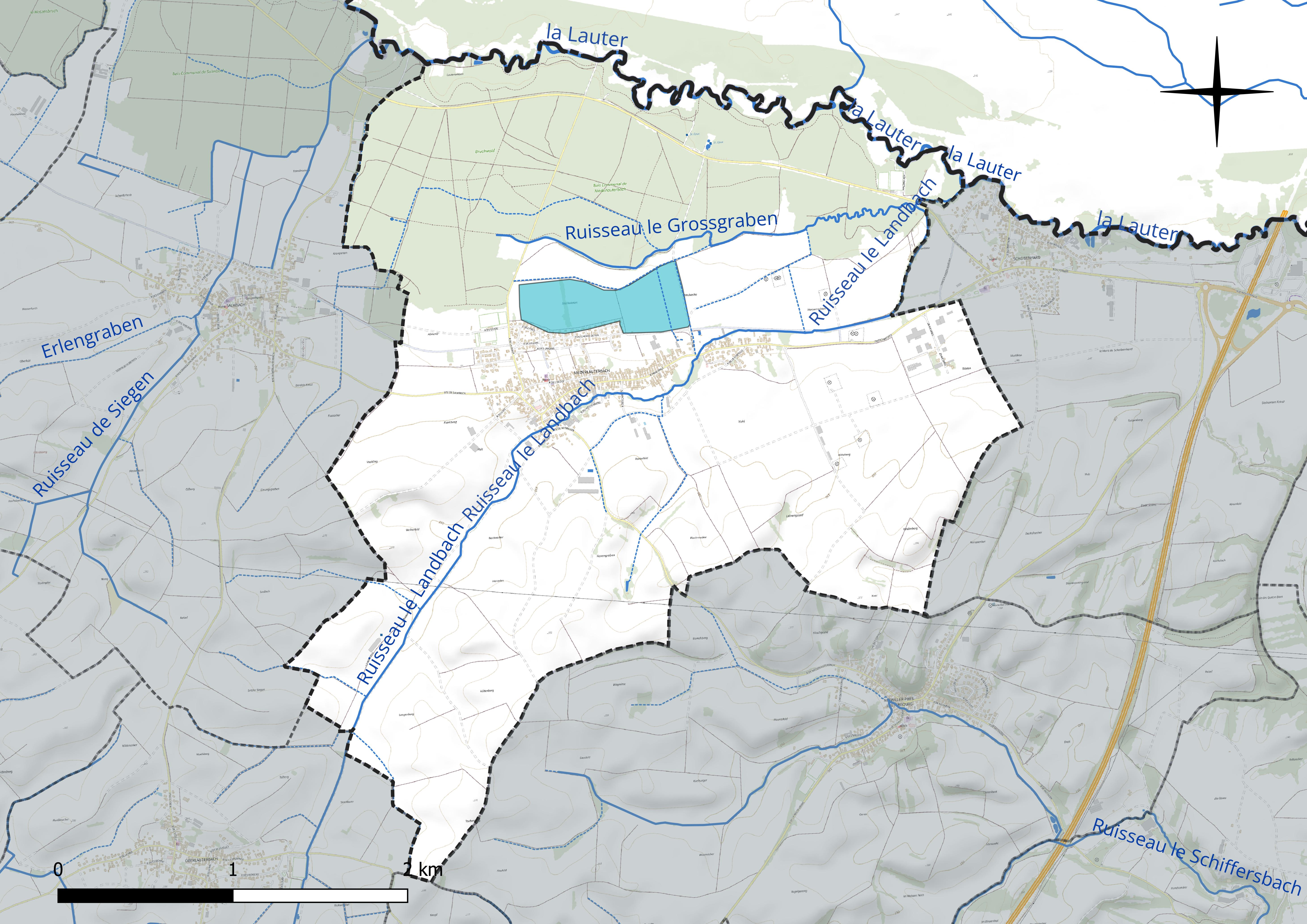
Réseau hydrographique de Niederlauterbach.

### Climat
Pour des articles plus généraux, voir Climat du Grand Est et Climat du Bas-Rhin.
En 2010, le climat de la commune est de type climat des marges montargnardes, selon une étude du Centre national de la recherche scientifique s'appuyant sur une série de données couvrant la période 1971-2000. En 2020, Météo-France publie une typologie des climats de la France métropolitaine dans laquelle la commune est exposée à un climat semi-continental et est dans la région climatique  Alsace, caractérisée par une pluviométrie faible, particulièrement en automne et en hiver, un été chaud et bien ensoleillé, une humidité de l’air basse au printemps et en été, des vents faibles et des brouillards fréquents en automne (25 à 30 jours). 
Pour la période 1971-2000, la température annuelle moyenne est de 10,5 °C, avec une amplitude thermique annuelle de 17,8 °C. Le cumul annuel moyen de précipitations est de 867 mm, avec 11,3 jours de précipitations en janvier et 10,8 jours en juillet. Pour la période 1991-2020, la température moyenne annuelle observée sur la station météorologique de Météo-France la plus proche, « Scheibenhard », sur la commune de Scheibenhard à 3 km à vol d'oiseau, est de 11,8 °C et le cumul annuel moyen de précipitations est de 739,0 mm. 
La température maximale relevée sur cette station est de 38,8 °C, atteinte le 7 août 2015 ; la température minimale est de −15,2 °C, atteinte le 11 janvier 2009,,. 
Les paramètres climatiques de la commune ont été estimés pour le milieu du siècle (2041-2070) selon différents scénarios d'émission de gaz à effet de serre à partir des nouvelles projections climatiques de référence DRIAS-2020. Ils sont consultables sur un site dédié publié par Météo-France en novembre 2022.

## Urbanisme

### Typologie
Au 1er janvier 2024, Niederlauterbach est catégorisée bourg rural, selon la nouvelle grille communale de densité à sept niveaux définie par l'Insee en 2022.
Elle est située hors unité urbaine et hors attraction des villes,.

### Occupation des sols
L'occupation des sols de la commune, telle qu'elle ressort de la base de données européenne d’occupation biophysique des sols Corine Land Cover (CLC), est marquée par l'importance des territoires agricoles (69,1 % en 2018), en diminution par rapport à 1990 (70,9 %). La répartition détaillée en 2018 est la suivante : terres arables (66,6 %), forêts (25,4 %), zones urbanisées (5,5 %), zones agricoles hétérogènes (2,5 %). L'évolution de l’occupation des sols de la commune et de ses infrastructures peut être observée sur les différentes représentations cartographiques du territoire : la carte de Cassini (XVIIIe siècle), la carte d'état-major (1820-1866) et les cartes ou photos aériennes de l'IGN pour la période actuelle (1950 à aujourd'hui).

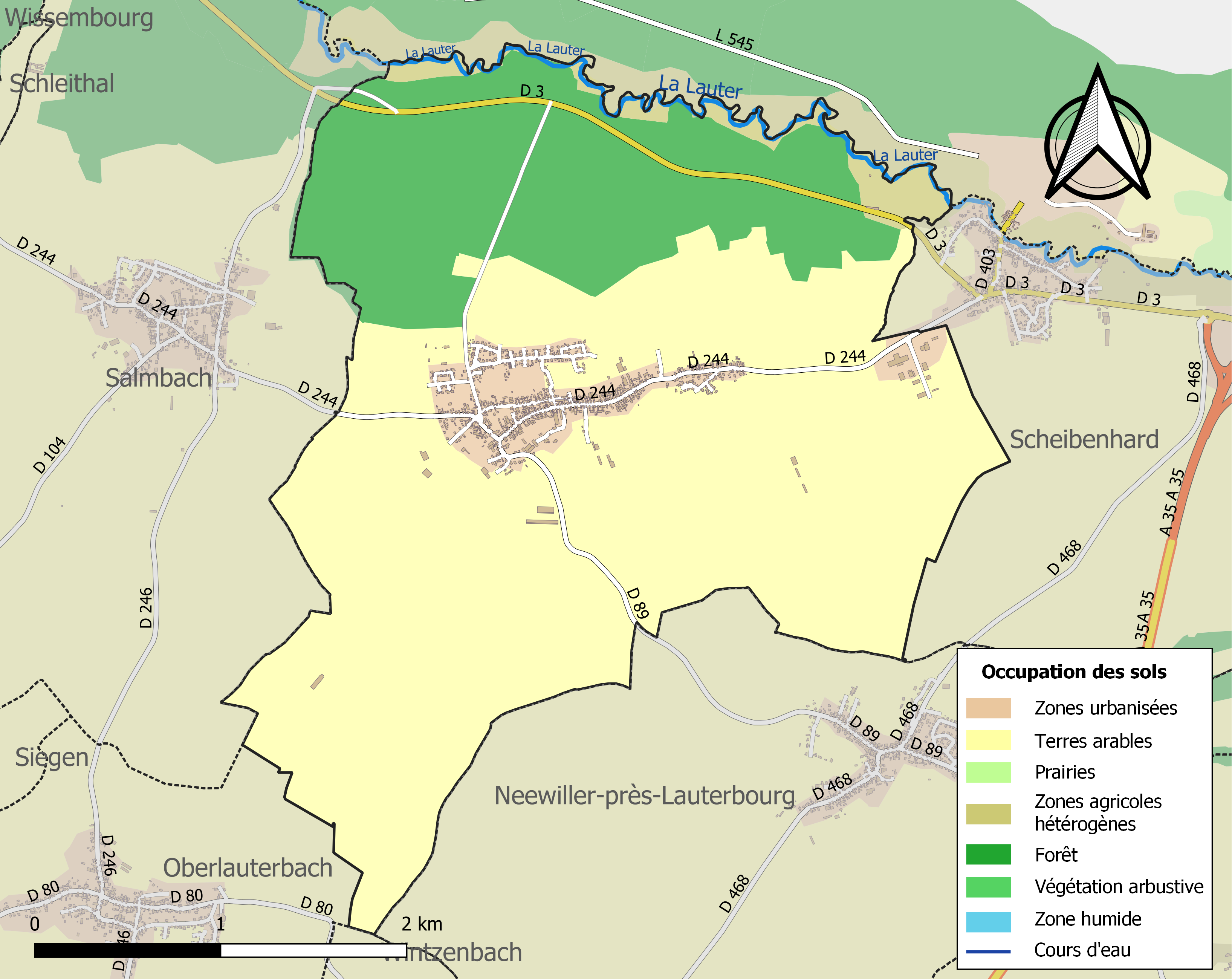
Carte des infrastructures et de l'occupation des sols de la commune en 2018 (CLC).

## Toponymie
Niderlauterbach en francique rhénan.

## Politique et administration

### Liste des maires
| Période                                  | Période                   | Identité     | Étiquette | Qualité                                                           |
| ---------------------------------------- | ------------------------- | ------------ | --------- | ----------------------------------------------------------------- |
| Les données manquantes sont à compléter. |                           |              |           |                                                                   |
| mars 1971                                | 1988                      | Joseph Fritz | UDF-CDS   | Chef d'entreprise Conseiller général de Lauterbourg (1982 → 1994) |
| Les données manquantes sont à compléter. |                           |              |           |                                                                   |
| mars 2001                                | En cours (au 31 mai 2020) | André Fritz, | DVD       | Chef d'entreprise Réélu pour le mandat 2020-2026                  |

## Population et société

### Démographie
L'évolution du nombre d'habitants est connue à travers les recensements de la population effectués dans la commune depuis 1793. Pour les communes de moins de 10 000 habitants, une enquête de recensement portant sur toute la population est réalisée tous les cinq ans, les populations de référence des années intermédiaires étant quant à elles estimées par interpolation ou extrapolation. Pour la commune, le premier recensement exhaustif entrant dans le cadre du nouveau dispositif a été réalisé en 2004.

En 2022, la commune comptait 941 habitants, en évolution de −2,69 % par rapport à 2016 (Bas-Rhin : +3,17 %, France hors Mayotte : +2,11 %).
| 1793 | 1800  | 1806  | 1821  | 1831  | 1836  | 1841  | 1846  | 1851  |
| ---- | ----- | ----- | ----- | ----- | ----- | ----- | ----- | ----- |
| 884  | 1 088 | 1 168 | 1 552 | 1 701 | 1 509 | 1 344 | 1 387 | 1 313 |

| 1856  | 1861  | 1866  | 1871  | 1875  | 1880  | 1885 | 1890 | 1895 |
| ----- | ----- | ----- | ----- | ----- | ----- | ---- | ---- | ---- |
| 1 147 | 1 180 | 1 258 | 1 192 | 1 110 | 1 040 | 971  | 931  | 910  |

| 1900 | 1905 | 1910 | 1921 | 1926 | 1931 | 1936 | 1946 | 1954 |
| ---- | ---- | ---- | ---- | ---- | ---- | ---- | ---- | ---- |
| 888  | 852  | 827  | 760  | 803  | 756  | 726  | 671  | 581  |

| 1962 | 1968 | 1975 | 1982 | 1990 | 1999 | 2004 | 2006 | 2009 |
| ---- | ---- | ---- | ---- | ---- | ---- | ---- | ---- | ---- |
| 614  | 632  | 654  | 686  | 769  | 863  | 919  | 900  | 956  |

| 2014 | 2019 | 2022 | - | - | - | - | - | - |
| ---- | ---- | ---- | - | - | - | - | - | - |
| 945  | 961  | 941  | - | - | - | - | - | - |

## Culture locale et patrimoine

### Lieux et monuments
- Église Sainte-Marguerite de Niederlauterbach.

### Galerie

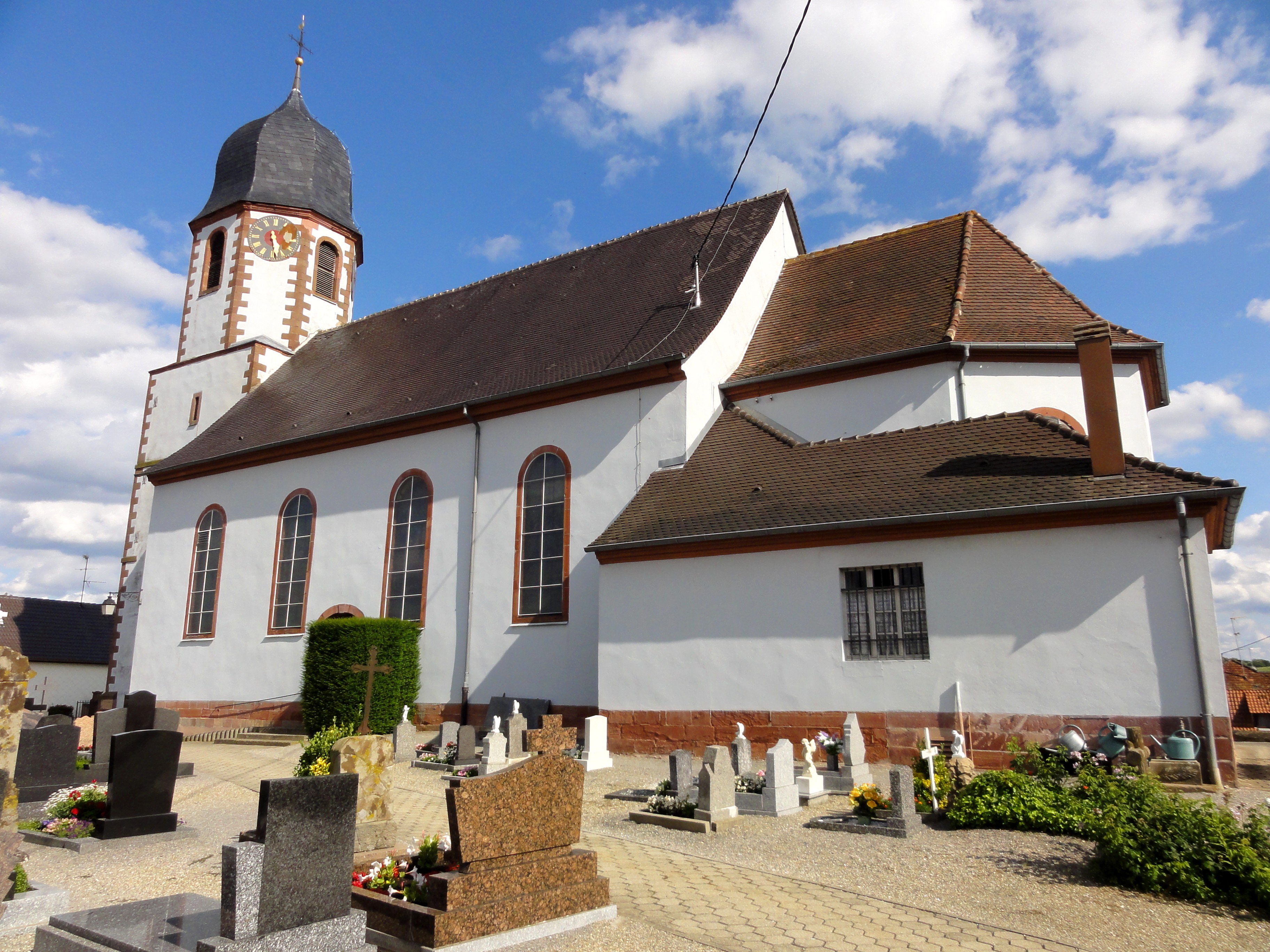
Église Sainte-Marguerite de Niederlauterbach.
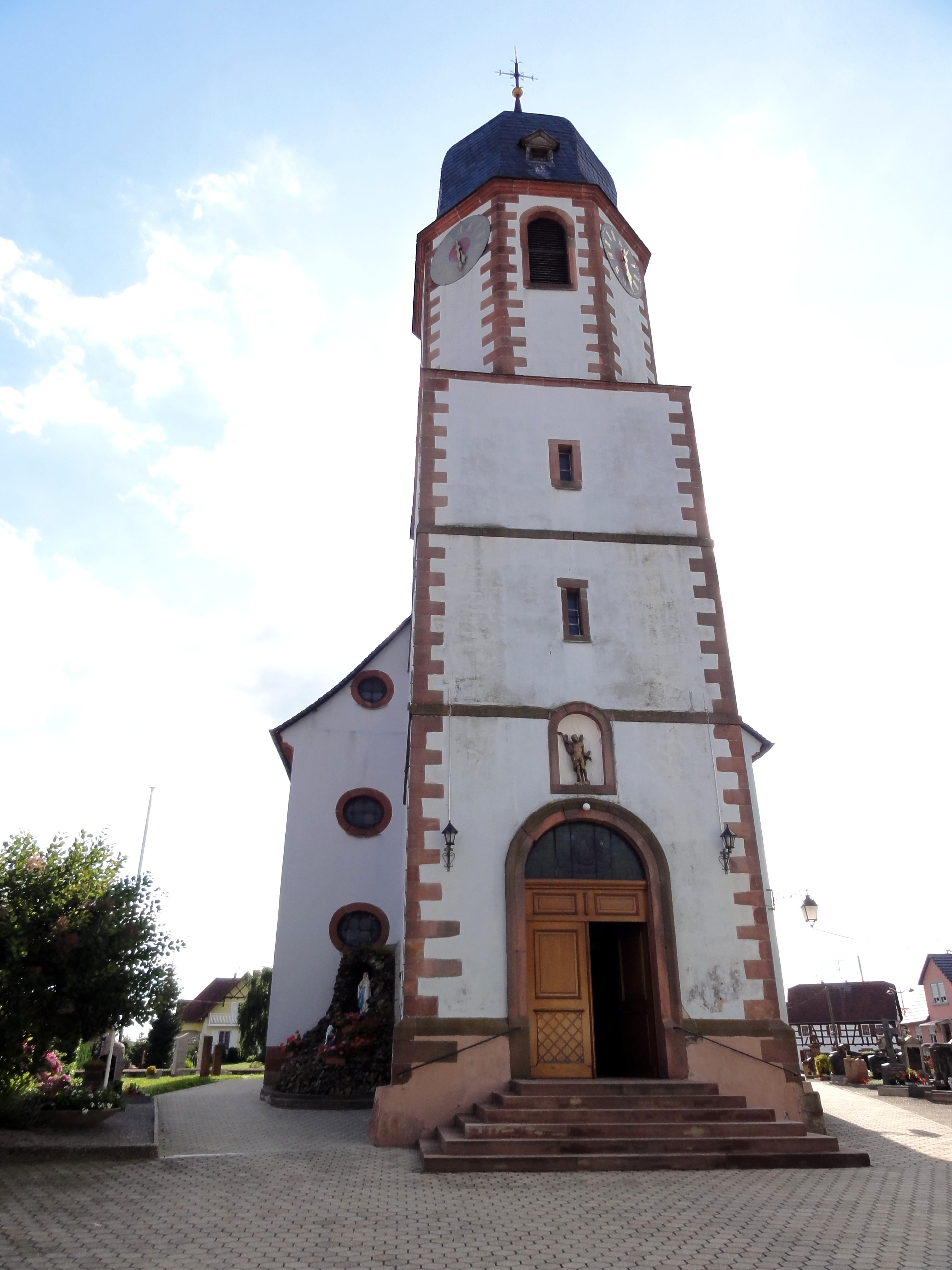
Tour-porche.
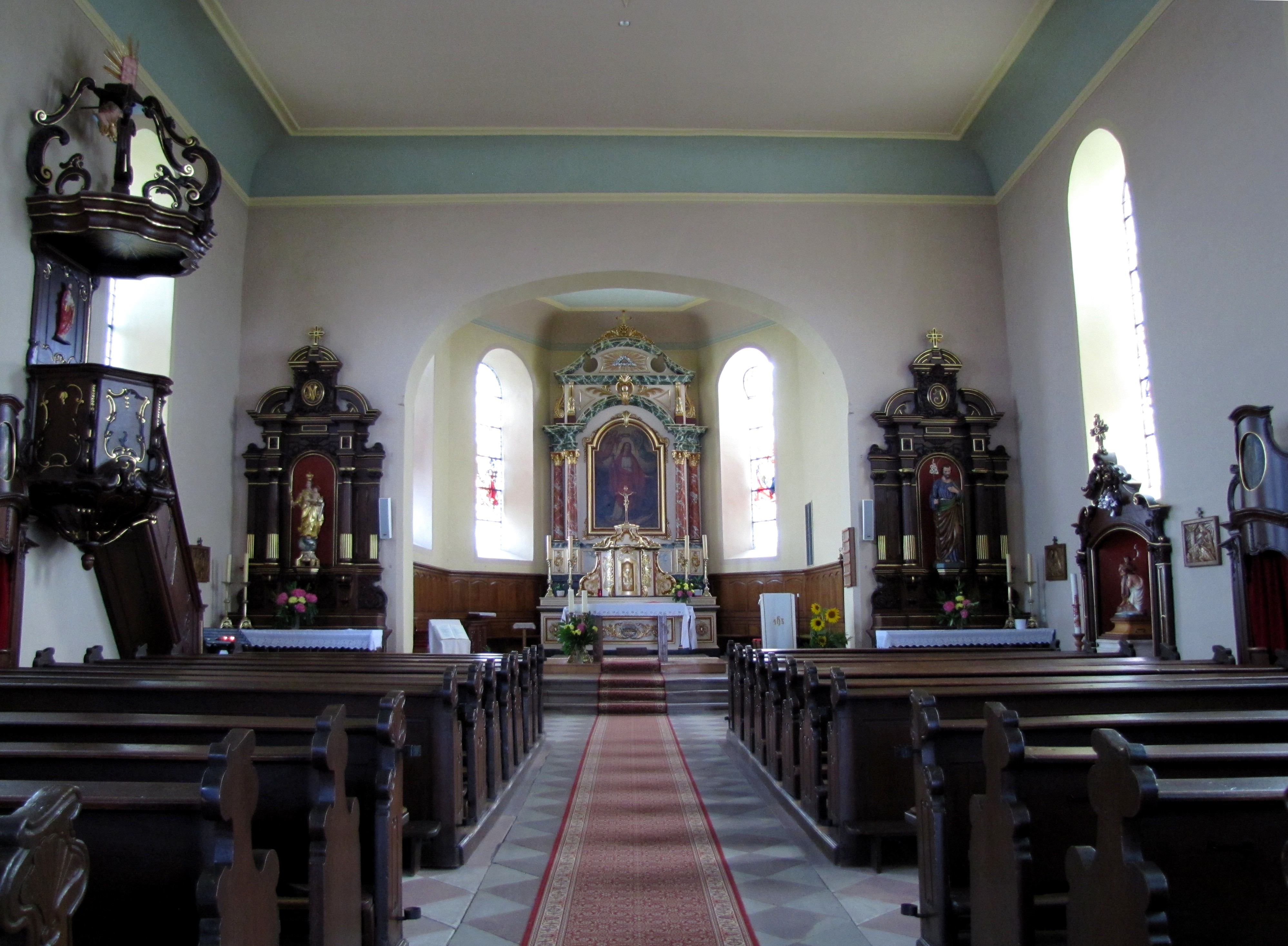
Vue intérieure de la nef vers le chœur avec la chaire et les autels.
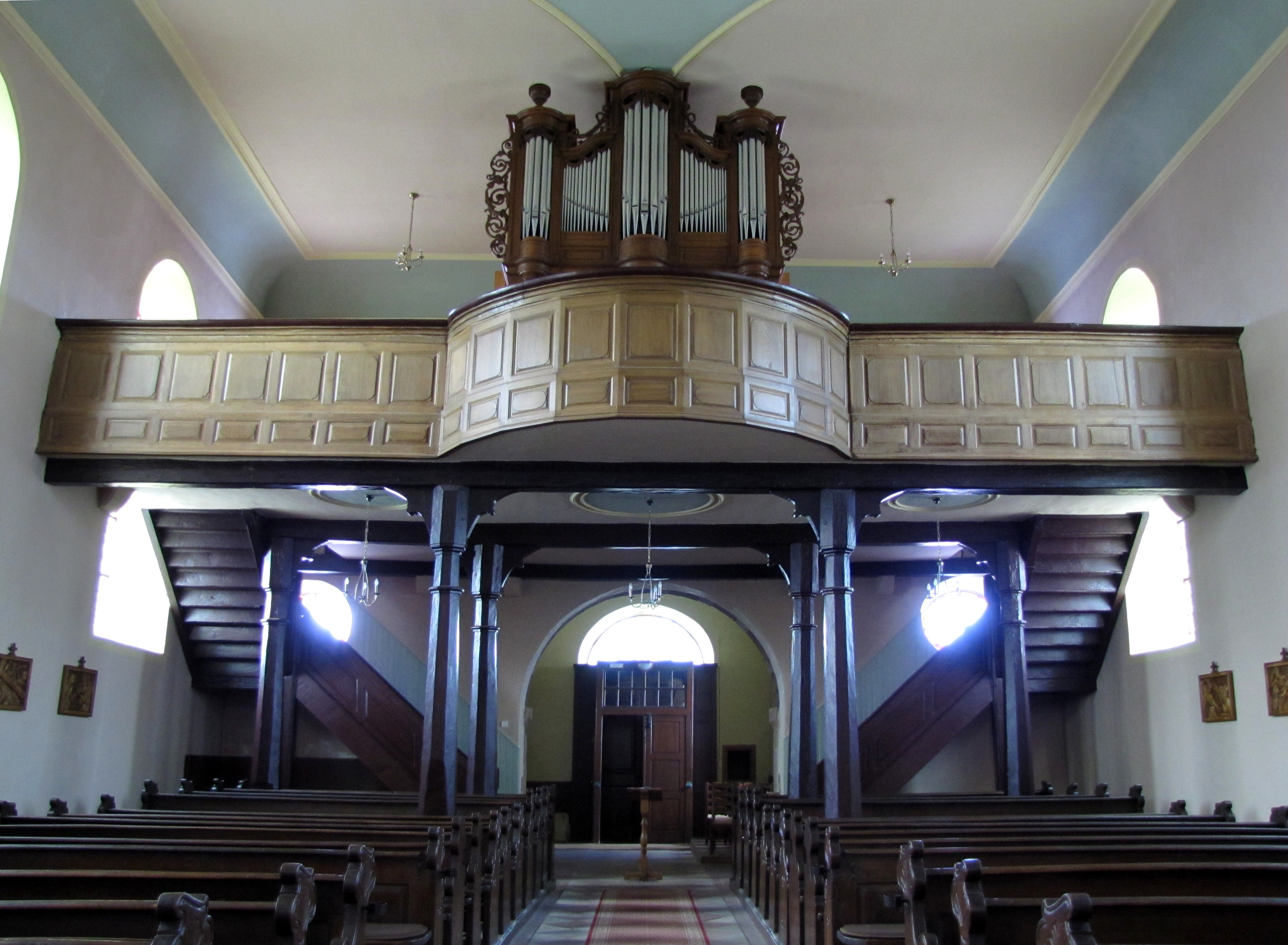
Vue intérieure de la nef vers la tribune de l'orgue Stiehr (1868).

### Personnalités liées à la commune
- Roland Ries, né à Niederlauterbach en 1945, homme politique français.

### Héraldique
| Blason de Niederlauterbach | Blason  | Tranché de sinople et d'or, au fer à cheval d'argent posé en bande, portant au deuxième trou de senestre un clou du même posé en barre. |
| Blason de Niederlauterbach | Détails | |